# 庫克斯維爾 (喬治亞州)
庫克斯維爾（英語：Cooksville）是位於美國喬治亞州赫德縣的一個非建制地區。該地的面積和人口皆未知。

## 地理
庫克斯維爾的座標為33°14′21″N 84°59′52″W / 33.23917°N 84.99778°W，而該地的平均海拔高度為214米（即702英尺）。